# 알렉스 하셀

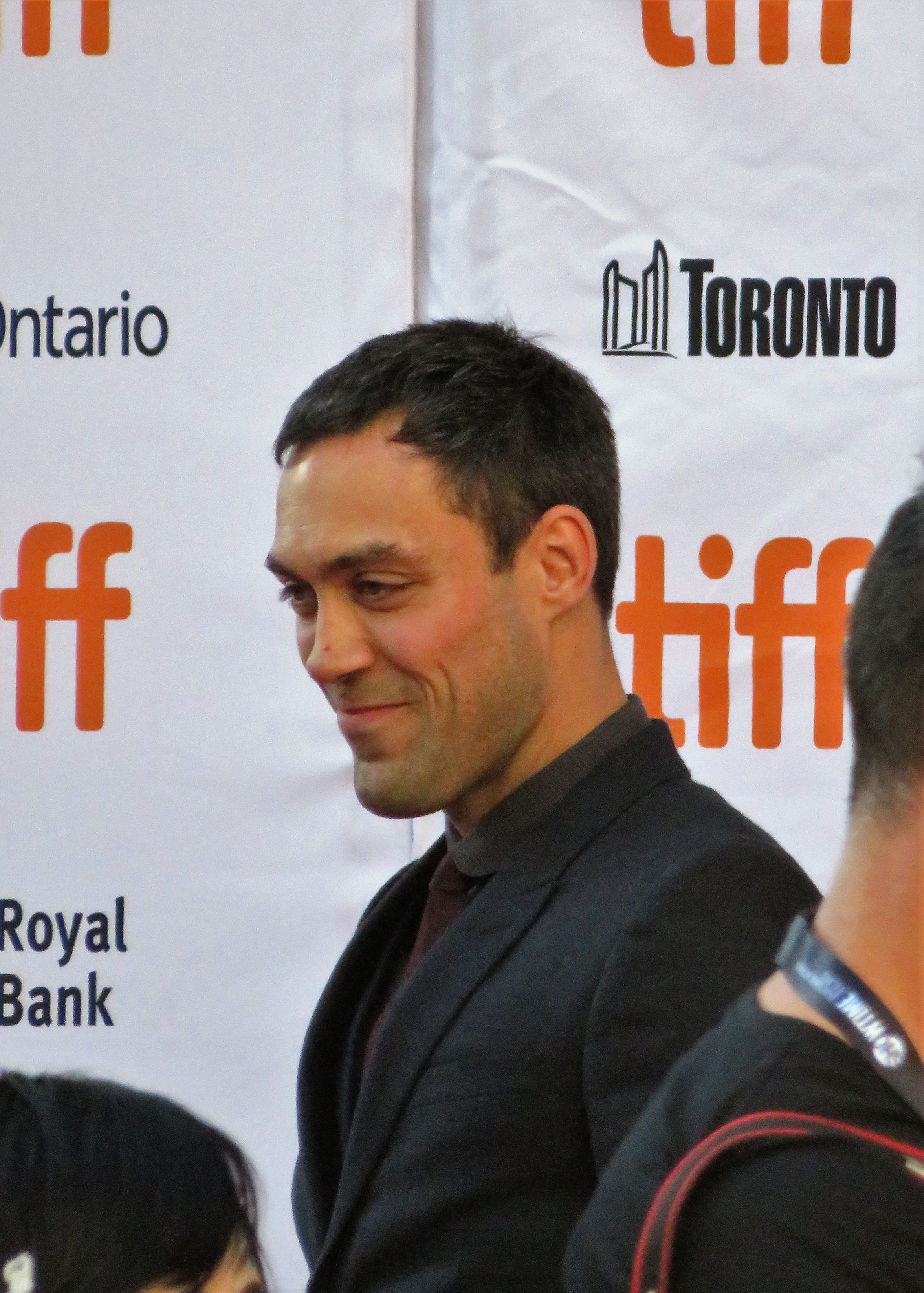

알렉스 하셀(Alex Hassell, 1980년 9월 17일 ~ )은 영국의 배우, 영화배우, 텔레비전 배우이다.
사우스엔드온시에서 태어났다.

## 영화
- 레드 씨 다이빙 리조트 (2018년)
- 서버비콘 (2017년) - 루이스 역
- 위대한 비밀 (2011년) - 스펜서 역
- 더 식 하우스 (2007년)
- 로빈 훗 (2006년)
- 바이올런트 나잇 (2022년) - 제이슨 역